# Шахнюк Володимир Потапович
Шахнюк Володимир Потапович (нар. 20 березня 1920, Славута, УНР — 23 липня 2003, Крим, Україна) — український письменник, гуморист і сатирик, публіцист. З 1962 року — член Спілки письменників України.

## З біографії
Дитинство минуло в дитячому будинку. Першу освіту здобув у школі фабрично-заводського навчання. Закінчив Харківське газетне училище, у якому до речі тоді ж вчився Олесь Гончар. Згодом працював в редакціях обласних газет Вінниці, Рівного, Сімферополя. Працював також головним редактором Кримського державного видавництва, заступником головного редактора газети «Кримська правда», літературним працівником газети «Голос Криму».
Учасник Великої вітчизняної війни, рядовий боєць-зв'язківець. Нагороджений бойовими орденами та медалями.

## Творчий доробок
Ще у студентські роки спробував себе як журналіст в жанрі фейлетону.
Перша гумореска «Швейк-авіатор» була надрукована у фронтовій газеті в 1942 році.
1961 року вийшла перша книга В. Шахнюка «Характер не той» (Кримвидав, 1961 р.). У подальші роки В. Шахнюк видає збірки сатиричних та гумористичних творів — «Де Макар телята пас» (видавництво «Крим», 1964), «Приємні неприємності» («Крим», 1965), «Жарти жартами» («Крим», 1968), «Пташине молоко» («Таврія», 1972), «Веселе і сумне» («Таврія», 1980), «Лотерейне нещастя» («Таврія», 1989).
В. Шахнюк виступає як письменник з гуморесками, фейлетонами та нарисами в журналі «Україна», літературному альманасі «Крим», а також на сторінках газети «Кримська світлиця».
Автор п'єс «Саранчуки», «Біля Чорного моря» та одноактових комедій «В розрізі Дон Кіхота», «Цейлонська пілюля», «Отело із Климівки» та інші.

## Відгуки про творчість
Відомий літературознавець, критик Іван Зуб побачив у особі молодого письменника митця, котрий «входить в сім'ю сатириків, маючи непозичений голос і пристрасну душу войовничого недруга відсталості, рутини, косності.».